# AFCカップ2013
AFCカップ2013 (英語: AFC Cup 2013) は2004年に第一回大会が開催されて以来、10回目のAFCカップである。優勝はアル・クウェートSC。

## 出場枠
参加可能な協会は以下のとおり。
- AFCカップに参加している協会はAFCチャンピオンズリーグ2013へと出場しうる。ただし、AFCチャンピオンズリーグ (ACL) とAFCカップの両方の参加資格を持つのはACLの出場規定を満たしている協会のみである。
- 現在AFCプレジデンツカップに出場資格を持つ協会はAFCカップ2013の出場権を持ちうる。

前年度との変更点は以下のとおり。
- 前年度までAFCプレジデンツカップに参加していた タジキスタンが新たにAFCカップへと参加する[1]。
- タジキスタンの参加により、インドとモルディブが東地区に移動し、東西両方共4つのグループで構成される。
- AFCチャンピオンズリーグ2013のプレーオフ敗者はAFCカップに参加しない。
- 前年度のAFCカップ決勝戦出場クラブはAFCチャンピオンズリーグプレーオフ出場資格が与えられていた。該当クラブがAFCチャンピオンズリーグ出場規定を満たさなかった場合、前年までは無条件にAFCカップに出場可能であったが、今年度からは国内リーグ・国内カップ戦の成績によりAFCカップの出場資格を得ない限りAFCカップには出場できなくなった[2]。

各参加協会は2つの出場枠が与えられている。
- 第1代表(リーグチャンピオン)はグループリーグに参加する。
- 第2代表(カップ優勝者またはリーグ2位)は、AFC評価ポイントによりグループリーグ出場またはプレーオフ出場に分かれる。

### 協会ランキング
AFCカップ2013の各国の出場枠が2012年11月に発表された。
| AFCカップ2013出場枠 | AFCカップ2013出場枠                            |
| ------------------- | ---------------------------------------------- |
|                     | 2つのグループリーグ出場枠                      |
|                     | 1つのグループリーグ出場と1つのプレーオフ出場枠 |

| 順位 | 協会         | 出場枠         | 出場枠     |
| 順位 | 協会         | グループリーグ | プレーオフ |
| ---- | ------------ | -------------- | ---------- |
| 6    | ヨルダン     | 2              | 0          |
| 7    | バーレーン   | 2              | 0          |
| 8    | イラク       | 2              | 0          |
| 9    | クウェート   | 2              | 0          |
| 10   | レバノン     | 2              | 0          |
| 11   | オマーン     | 2              | 0          |
| 12   | タジキスタン | 1              | 1          |
| 13   | シリア       | 1              | 1          |
| 14   | イエメン     | 1              | 1          |
| 合計 | 参加協会：9  | 15             | 3          |

| 順位 | 協会         | 出場枠 | 出場枠     |
| 順位 | 協会         | 本戦   | プレーオフ |
| ---- | ------------ | ------ | ---------- |
| 6    | インド       | 2      | 0          |
| 7    | シンガポール | 2      | 0          |
| 8    | ベトナム     | 2      | 0          |
| 9    | ミャンマー   | 2      | 0          |
| 10   | 香港         | 2      | 0          |
| 11   | インドネシア | 2      | 0          |
| 12   | マレーシア   | 2      | 0          |
| 13   | モルディブ   | 2      | 0          |
| 合計 | 参加協会：8  | 16     | 0          |

## 参加クラブ
以下のクラブがAFCカップ2013に参加する。
- 各国協会は2つの出場枠を持つが、AFCチャンピオンズリーグに出場枠 (プレーオフ枠を含む) を持つ協会は1つの出場枠しか持つことができない。
- 各国リーグ優勝クラブはグループリーグ自動出場枠を獲得する。
- 各国カップ戦優勝クラブ、もしくはリーグ準優勝クラブはAFCの出場規定により、自動出場枠またはプレーオフ枠を獲得する。

| 西アジア (グループA-E)         | 西アジア (グループA-E)                                                            | 西アジア (グループA-E) |
| チーム                         | 出場資格                                                                          | 出場回数 (前回出場)    |
| ------------------------------ | --------------------------------------------------------------------------------- | ---------------------- |
| アル・ファイサリー             | 2011-12 ヨルダンリーグ 優勝 2011-12 ヨルダンFAカップ 優勝                         | 7回目(2012)            |
| アル・ラムサ                   | 2011-12 ヨルダンリーグ 2位                                                        | 1回目(初)              |
| アル・リファー                 | 2011-12 バーレーン・プレミアリーグ 優勝                                           | 2回目(2010)            |
| アル・ムハッラク               | 2012 バーレーン・キングスカップ 優勝                                              | 5回目(2009)            |
| アルビール                     | 2011-12 イラク・エリートリーグ 優勝                                               | 4回目(2012)            |
| ドホーク                       | 2011-12 イラク・エリートリーグ 2位                                                | 2回目(2011)            |
| アル・カーディシーヤ           | 2011-12 クウェート・プレミアリーグ 優勝 2011-12 クウェート・エミール・カップ 優勝 | 4回目(2012)            |
| アル・クウェート               | 2011-12 クウェート・プレミアリーグ 2位                                            | 5回目(2012)            |
| サファー                       | 2011-12 レバノン・プレミアリーグ 優勝                                             | 4回目(2012)            |
| アル・アンサール               | 2011-12 レバノンFAカップ 優勝                                                     | 4回目(2011)            |
| ファンジャ                     | 2011-12 オマーン・エリートリーグ 優勝                                             | 1回目(初)              |
| ドファール                     | 2012 スルタン・カーブース・カップ 優勝                                            | 3回目(2007)            |
| ラフシャン・クリャーブ         | 2012 タジク・リーグ 優勝                                                          | 1回目(初)              |
| アル・ショルタ                 | 2011-12 シリア・プレミアリーグ 優勝                                               | 2回目(2012)            |
| シャアブ・イッブ               | 2011-12 イエメンリーグ 優勝                                                       | 2回目(2004)            |
| プレーオフ出場クラブ: 西アジア |                                                                                   |                        |
| レガール・タダズ               | 2012 タジク・カップ 優勝                                                          | 1回目(初)              |
| アル・ワフダ                   | 2012 シリア・カップ 優勝                                                          | 2回目(2004)            |
| アル・アハリ・タイズ           | 2012 イエメン・プレジデントカップ 優勝                                            | 1回目(初)              |

| 東アジア (グループF-H)       | 東アジア (グループF-H)                                          | 東アジア (グループF-H) |
| チーム                       | 出場資格                                                        | 出場回数 (前回出場)    |
| ---------------------------- | --------------------------------------------------------------- | ---------------------- |
| イースト・ベンガル           | 2011-12 Iリーグ 2位 2012 フェデレーションカップ 優勝            | 7回目(2012)            |
| チャーチル・ブラザーズ       | 2011-12 Iリーグ 3位[Note IND]                                   | 2回目(2010)            |
| タンピネス・ローバース       | 2012 Sリーグ 優勝                                               | 6回目(2012)            |
| ウォリアーズ                 | 2012 シンガポールカップ 優勝                                    | 3回目(2008)            |
| ダナンFC                     | 2012 Vリーグ 優勝                                               | 2回目(2010)            |
| スアンタン・サイゴン         | 2012 ベトナムカップ 優勝                                        | 1回目(初)              |
| ヤンゴン・ユナイテッド       | 2012 ミャンマーナショナルリーグ 優勝                            | 2回目(2012)            |
| エーヤワディー・ユナイテッド | 2012 アウンサン将軍シールド 優勝                                | 2回目(2012)            |
| 傑志                         | 2011-12 香港ファーストディビジョンリーグ 優勝                   | 3回目(2012)            |
| 晨曦                         | 2011-12 香港シニアシールド 優勝                                 | 4回目(2007)            |
| セメン・パダン               | 2011-12 インドネシア・プレミアリーグ 優勝                       | 1回目(初)              |
| ペルシボ・ボジョネゴロ       | 2012 ピアラ・インドネシア 優勝                                  | 1回目(初)              |
| ケランタンFA                 | 2012 マレーシアスーパーリーグ 優勝 2012 ピアラFAマレーシア 優勝 | 2回目(2012)            |
| セランゴールFA               | 2012 マレーシアスーパーリーグ 3位[Note MAS]                     | 3回目(2010)            |
| ニュー・ラディアント         | 2012 ディヴェヒリーグ 優勝                                      | 5回目(2008)            |
| マジヤ                       | 2012 モルディブFAカップ 優勝                                    | 1回目(初)              |

註
1. ^ インド (IND): デンポはIリーグ2011–12で優勝したが、AFCカップ2013への出場を辞退したため、代わりにリーグ3位のチャーチル・ブラザーズが出場する[4]。
2. ^ マレーシア (MAS):セランゴールFAは2012年度のマレーシア・スーパーリーグで3位だったものの、2位がAFC国際大会出場資格を持たないシンガポールのクラブシンガポール・ライオンズXIIであったため、繰上げで出場資格を得た。

## 日程
2013年大会の日程は以下のとおりである。当初は2013年大会より決勝トーナメント一回戦 (ラウンド16) は前年度の1回戦制ではなく、ホーム・アンド・アウェー方式の2回戦制とする予定だったが、本年も1回戦制を維持することが後に決定された。
| 区分             | 節         | 抽選日                           | 第一戦         | 第二戦         |
| ---------------- | ---------- | -------------------------------- | -------------- | -------------- |
| プレーオフ       | 決勝       | 2012年12月6日 (クアラルンプール) | 2月9日         | 2月9日         |
| グループリーグ   | 第一節     | 2012年12月6日 (クアラルンプール) | 3月5-6日       | 3月5-6日       |
| グループリーグ   | 第二節     | 2012年12月6日 (クアラルンプール) | 3月12-13日     | 3月12-13日     |
| グループリーグ   | 第三節     | 2012年12月6日 (クアラルンプール) | 4月2-3日       | 4月2-3日       |
| グループリーグ   | 第四節     | 2012年12月6日 (クアラルンプール) | 4月9-10日      | 4月9-10日      |
| グループリーグ   | 第五節     | 2012年12月6日 (クアラルンプール) | 4月23-24日     | 4月23-24日     |
| グループリーグ   | 第六節     | 2012年12月6日 (クアラルンプール) | 4月30日-5月1日 | 4月30日-5月1日 |
| 決勝トーナメント | ラウンド16 | 2012年12月6日 (クアラルンプール) | 5月14-15日     | 5月14-15日     |
| 決勝トーナメント | 準々決勝   | 2013年6月20日 (クアラルンプール) | 9月17日        | 9月24日        |
| 決勝トーナメント | 準決勝     | 2013年6月20日 (クアラルンプール) | 10月1日        | 10月22日       |
| 決勝トーナメント | 決勝       | 2013年6月20日 (クアラルンプール) | 11月2日        | 11月2日        |

## 予選プレーオフ
プレーオフの抽選会は2012年12月6日に行われた。決勝ラウンドの勝者がグループステージの出場権を獲得する。試合は1試合制で、90分以内に決着がつかない場合は延長戦、PK戦が行われる。

### トーナメント表

#### プレーオフ1（西地区）
予選ラウンドの勝者はグループAに進出予定であったが、アル・ムハッラクが辞退したためレガール・タダズがグループAに出場し、 アル・アハリ・タイズがプレーオフ勝者としてアル・ムハッラクの代わりにグループBに進出する。
|  | 予選ラウンド         | 予選ラウンド         | 予選ラウンド |  |  | プレーオフラウンド   | プレーオフラウンド   | プレーオフラウンド |
|  |                      |                      |              |  |  |                      |                      |                    |
|  |                      |                      |              |  |  |                      |                      |                    |
|  |                      |                      |              |  |  | レガール・タダズ     | レガール・タダズ     | Bye                |
|  | アル・ワフダ         | アル・ワフダ         | 3            |  |  | アル・アハリ・タイズ | アル・アハリ・タイズ | Bye                |
|  | アル・アハリ・タイズ | アル・アハリ・タイズ | 5            |  |  |                      |                      |                    |
|  |                      |                      |              |  |  |                      |                      |                    |
|  |                      |                      |              |  |  |                      |                      |                    |
|  |                      |                      |              |  |  |                      |                      |                    |

### プレーオフ
| チーム #1    | スコア | チーム #2            |
| 西地区       | 西地区 | 西地区               |
| ------------ | ------ | -------------------- |
| アル・ワフダ | 3 - 5  | アル・アハリ・タイズ |

| 2013年2月9日 14:00 UTC+3 |

| アル・ワフダ                       | 3 - 5    | アル・アハリ・タイズ                                                       |
| Kherbin 18分, 90+1分 · Al Haj 86分 | レポート | Aref 7分 · Al Hubaishi 31分 (pen.), 78分 · Mahdi 55分 (pen.) · Dongue 81分 |

| プリンス・モハメド・スタジアム, ザルカ (ヨルダン)0 観客数: 150 主審: Saeid Mozaffarizadeh |

註
- 註0: シリアのクラブは安全面の問題によりホームの試合の国内における開催権を剥奪されている。

## グループステージ

### 抽選
グループステージの抽選会は2012年12月6日に行われた。同じ協会に属するクラブは同じグループには振り分けられない。各グループ2位までが決勝トーナメントに進出する。

括弧内の打ち消しされたクラブは抽選時のクラブである
| 地区   | グループ | 1                        | 2                            | 3                      | 4                                                 |
| ------ | -------- | ------------------------ | ---------------------------- | ---------------------- | ------------------------------------------------- |
| 西地区 | A        | サファー                 | アル・クウェート             | アル・リファー         | レガール・タダズ {(PO1勝者)}                      |
| 西地区 | B        | アルビール               | アル・アンサール             | ファンジャ             | アル・アハリ・タイズ(PO1勝者) ( アル・ムハッラク) |
| 西地区 | C        | アル・ファイサリー       | ドホーク                     | シャアブ・イッブ       | ドファール                                        |
| 西地区 | D        | アル・カーディシーヤ     | アル・ラムサ                 | ラフシャン・クリャーブ | アル・ショルタ                                    |
| 東地区 | E        | 傑志                     | ウォリアーズ                 | セメン・パダン         | チャーチル・ブラザーズ                            |
| 東地区 | F        | ヤンゴン・ユナイテッド   | 晨曦                         | ニュー・ラディアント   | ペルシボ・ボジョネゴロ                            |
| 東地区 | G        | ケランタン               | エーヤワディー・ユナイテッド | ダナンFC               | マジヤ                                            |
| 東地区 | H        | タンピネス・ローヴァース | セランゴール                 | イースト・ベンガル     | スアンタン・サイゴン                              |

### グループA
| チーム           | 試 | 勝 | 分 | 敗 | 得 | 失 | 差  | 点 |
| ---------------- | -- | -- | -- | -- | -- | -- | --- | -- |
| アル・クウェート | 6  | 4  | 0  | 2  | 15 | 6  | +9  | 12 |
| アル・リファー   | 6  | 3  | 1  | 2  | 9  | 6  | +3  | 10 |
| サファー         | 6  | 3  | 1  | 2  | 7  | 8  | −1  | 10 |
| レガール・タダズ | 6  | 0  | 2  | 4  | 5  | 16 | −11 | 2  |

| 2013年3月5日 17:00 UTC+2 |

| サファー       | 1 - 1    | レガール・タダズ     |
| オマイール 1分 | レポート | サイドフ 60分 (pen.) |

| カミール・シャムーン・スポーツ・シティ・スタジアム, ベイルート 観客数: 300 主審: Yaqoob Abdul Baqi |

| 2013年3月5日 18:30 UTC+3 |

| アル・リファー | 0 - 2    | アル・クウェート                           |
|                | レポート | ホジェリーニョ 6分 · アル＝ブライキー 89分 |

| バーレーン・ナショナルスタジアム, リファー 観客数: 300 主審: ドミトリー・マシェンツェフ |

| 2013年3月12日 15:00 UTC+5 |

| レガール・タダズ | 0 - 3    | アル・リファー                    |
|                  | レポート | アッ＝ドゥーニー 15分, 45分, 68分 |

| 独立20周年スタジアム, ホジェンド 観客数: 10,000 主審: チャリムラート・クルバノフ |

| 2013年3月12日 19:30 UTC+3 |

| アル・クウェート                                  | 3 - 1    | サファー    |
| アル＝ブライキー 13分, 52分 · ホジェリーニョ 69分 | レポート | ハーン 15分 |

| アル・クウェート・スポーツ・クラブ・スタジアム, クウェート市 観客数: 800 主審: モハンナド・カーシム |

| 2013年4月2日 15:00 UTC+5 |

| レガール・タダズ  | 1 - 3    | アル・クウェート                          |
| ラフマトフ 90+4分 | レポート | ジェマア 17分, 58分 · ホジェリーニョ 65分 |

| 独立20周年スタジアム, ホジェンド 観客数: 8,000 主審: ヴォ・ミン・トリ |

| 2013年4月2日 17:00 UTC+3 |

| サファー                 | 1 - 0    | アル・リファー |
| マンスール 45+4分 (pen.) | レポート |                |

| カミール・シャムーン・スポーツ・シティ・スタジアム, ベイルート 観客数: 300 主審: プラタープ・シング |

| 2013年4月10日 18:30 UTC+3 |

| アル・リファー                          | 2 - 0    | サファー |
| アッ＝ドゥーニー 30分 · マウワース 72分 | レポート |          |

| バーレーン・ナショナルスタジアム, リファー 観客数: 200 主審: ムハンマド・タキ・アル・ジャアファリ |

| 2013年4月10日 18:40 UTC+3 |

| アル・クウェート                                                              | 5 - 0    | レガール・タダズ |
| ジェマア 57分, 70分 · ホジェリーニョ 75分 · ハミース 80分 · ハンマーミー 82分 | レポート |                  |

| アル・クウェート・スポーツ・クラブ・スタジアム, クウェート市 観客数: 300 主審: モハンマド・アブー・ルーム |

| 2013年4月24日 15:00 UTC+5 |

| レガール・タダズ                           | 2 - 3    | サファー                                        |
| ラフマトフ 31分 · ハムラクロフ 82分 (pen.) | レポート | ウチー 43分 · オマイール 53分 · ハイダル 90+2分 |

| 独立20周年スタジアム, ホジェンド 観客数: 3,000 主審: ハミース・アル＝マッリー |

| 2013年4月24日 18:45 UTC+3 |

| アル・クウェート    | 2 - 3    | アル・リファー                                                |
| ジェマア 13分, 34分 | レポート | ジョヴァンチッチ 23分 · アブドゥ 51分 · アッ＝ドゥーニー 73分 |

| アル・クウェート・スポーツ・クラブ・スタジアム, クウェート市 観客数: 1,000 主審: ムフタール・アル＝ヤリーミー |

| 2013年5月1日 17:30 UTC+3 |

| サファー      | 1 - 0    | アル・クウェート |
| ハイダル 54分 | レポート |                  |

| カミール・シャムーン・スポーツ・シティ・スタジアム, ベイルート 主審: アリー・サバーハ・アル＝カイーシー |

| 2013年5月1日 17:30 UTC+3 |

| アル・リファー        | 1 - 1    | レガール・タダズ |
| アッ＝ドゥーニー 84分 | レポート | エミノフ 71分    |

| バーレーン・ナショナル・スタジアム, リファー 観客数: 200 主審: ヤクーブ・アブドゥル・バキー |

### グループB
| チーム               | 試 | 勝 | 分 | 敗 | 得 | 失 | 差  | 点 |
| -------------------- | -- | -- | -- | -- | -- | -- | --- | -- |
| アルビール           | 6  | 6  | 0  | 0  | 17 | 0  | +17 | 18 |
| ファンジャ           | 6  | 3  | 1  | 2  | 9  | 6  | +3  | 10 |
| アル・アンサール     | 6  | 2  | 1  | 3  | 7  | 9  | −2  | 7  |
| アル・アハリ・タイズ | 6  | 0  | 0  | 6  | 2  | 20 | −18 | 0  |

| 2013年3月5日 17:00 UTC+3 |

| アルビール                                              | 4 - 0    | アル・アハリ・タイズ |
| サラーハ 43分, 90+1分 · ブケニャ 68分 · ラーディー 76分 | レポート |                      |

| フランソ・ハリーリー・スタジアム, アルビール 観客数: 12,000 主審: Khamis Al Marri |

| 2013年3月5日 19:00 UTC+4 |

| ファンジャ                                                             | 4 - 0    | アル・アンサール |
| シセ 6分 · ムバーレク 54分 · アル＝マアシュリー 60分 · グスタヴォ 68分 | レポート |                  |

| シーブ・スタジアム, シーブ 観客数: 700 主審: サイード・モザッファリーザーデ |

| 2013年3月12日 19:00 UTC+4 |

| アル・アハリ・タイズ | 0 - 2    | ファンジャ                          |
|                      | レポート | シセ 28分 · アル＝マアシュリー 36分 |

| シーブ・スタジアム, シーブ1 観客数: 1,500 主審: タイェブ・シャムスッザマン |

| 2013年3月12日 18:00 UTC+2 |

| アル・アンサール | 0 - 2    | アルビール                      |
|                  | レポート | サラーハ 27分 · ラーディー 59分 |

| カミール・シャムーン・スポーツ・シティ・スタジアム, ベイルート 観客数: 2,500 主審: ムハンマド・アブー・ルーム |

| 2013年4月3日 18:00 UTC+3 |

| アル・アハリ・タイズ | 0 - 2    | アル・アンサール                   |
|                      | レポート | ナーセル 64分 (o.g.) · ホドル 81分 |

| カミール・シャムーン・スポーツ・シティ・スタジアム, ベイルート1 主審: アリー・シャバン |

| 2013年4月3日 18:00 UTC+3 |

| アルビール    | 1 - 0    | ファンジャ |
| サバーハ 47分 | レポート |            |

| フランソ・ハリーリー・スタジアム, アルビール 観客数: 8,000 主審: チャリムラト・クルバノフ |

| 2013年4月9日 18:00 UTC+3 |

| アル・アンサール                                                                                | 5 - 1    | アル・アハリ・タイズ |
| ホドル 6分 · コジョク 22分 · ジュナイディー 28分 · セバスティアン 38分 (pen.) · アグブレホ 77分 | レポート | アフメド 45+1分      |

| カミール・シャムーン・スポーツ・シティ・スタジアム, ベイルート 観客数: 2,700 主審: ジャミール・ジュムア・アブドゥルフサイン |

| 2013年4月9日 19:15 UTC+4 |

| ファンジャ | 0 - 4    | アルビール                                              |
|            | レポート | モハメド 44分 · コソリッチ 54分 · ラーディー 88分, 90分 |

| シーブ・スタジアム, シーブ 主審: Wang Di |

| 2013年4月24日 18:00 UTC+3 |

| アル・アハリ・タイズ | 0 - 4    | アルビール                                                 |
|                      | レポート | カリーム 4分 · ミラン 60分 · サバーハ 79分 · ブケニャ 84分 |

| フランソ・ハリーリー・スタジアム, アルビール1 観客数: 3,000 主審: ファハド・アル＝ミルダーシー |

| 2013年4月24日 18:00 UTC+3 |

| アル・アンサール | 0 - 0    | ファンジャ |
|                  | レポート |            |

| カミール・シャムーン・スポーツ・シティ・スタジアム, ベイルート 観客数: 7,000 主審: ドミトリー・マシェンツェフ |

| 2013年5月1日 18:30 UTC+3 |

| アルビール            | 2 - 0    | アル・アンサール |
| ラーディー 59分, 86分 | レポート |                  |

| フランソ・ハリーリー・スタジアム, アルビール 観客数: 2,000 主審: ティムール・ファイズリン |

| 2013年5月1日 19:30 UTC+4 |

| ファンジャ                          | 3 - 1    | アル・アハリ・タイズ    |
| ムバーレク 52分, 53分 · ケイタ 72分 | レポート | アル・メルグーミー 21分 |

| シーブ・スタジアム, シーブ 観客数: 300 主審: ファハド・アル＝マッリー |

註
- 註 1: シリアとイエメンのクラブは安全面の問題によりホームの試合の国内における開催権を剥奪されている。

### グループC
| チーム             | 試 | 勝 | 分 | 敗 | 得 | 失 | 差 | 点 |
| ------------------ | -- | -- | -- | -- | -- | -- | -- | -- |
| アル・ファイサリー | 6  | 4  | 1  | 1  | 9  | 5  | +4 | 13 |
| ドホーク           | 6  | 4  | 0  | 2  | 14 | 6  | +8 | 12 |
| ドファール         | 6  | 3  | 1  | 2  | 8  | 12 | −4 | 10 |
| シャアブ・イッブ   | 6  | 0  | 0  | 6  | 3  | 11 | −8 | 0  |

| 2013年3月6日 16:00 UTC+3 |

| シャアブ・イッブ            | 1 - 3    | ドホーク                                  |
| アブドゥルジャッバール 37分 | レポート | サディール 33分, 77分 · ディヤーブ 45+1分 |

| ドホーク・スタジアム, ドホーク (イラク)2 主審: アリー・サッバーグ |

| 2013年3月6日 18:00 UTC+3 |

| アル・ファイサリー                                | 2 - 3    | ドファール                              |
| ハーッジ・ムハンマド 58分 · アル＝アッタール 87分 | レポート | アーイル 4分 (pen.) · ラマー 23分, 44分 |

| アンマン国際スタジアム, アンマン 観客数: 2,560 主審: ムハンマド・アブドゥッラー・ハサン・ムハンマド |

| 2013年3月13日 16:00 UTC+3 |

| ドホーク | 0 - 1    | アル・ファイサリー          |
|          | レポート | ハーッジ・ムハンマド 90+2分 |

| ドホーク・スタジアム, ドホーク 観客数: 14,000 主審: ドミトリー・マシェンツェフ |

| 2013年3月13日 19:30 UTC+4 |

| ドファール    | 1 - 0    | シャアブ・イッブ |
| ラマー 90+3分 | レポート |                  |

| アル・サアーダ・スタジアム, サラーラ 観客数: 2,500 主審: ユーセフ・アル＝マルズーキー |

| 2013年4月2日 18:00 UTC+3 |

| アル・ファイサリー          | 2 - 1    | シャアブ・イッブ    |
| バニーアティーヤ 30分, 85分 | レポート | オウォボスキニ 70分 |

| アンマン国際スタジアム, アンマン 観客数: 500 主審: ファハド・アル＝ミルダーシー |

| 2013年4月2日 19:30 UTC+4 |

| ドファール          | 1 - 3    | ドホーク                                         |
| アッ＝ダービト 57分 | レポート | サフユーニー 7分 · アリー 20分 · バフジャト 34分 |

| アル・サアーダ・スタジアム, サラーラ 観客数: 2,000 主審: マスウード・トゥファイリー |

| 2013年4月10日 16:30 UTC+3 |

| ドホーク                                                                       | 6 - 1    | ドファール    |
| アブドゥッザフラ 1分, 18分, 48分, 90+2分 · サフユーニー 50分 · ディヤーブ 87分 | レポート | マーニア 42分 |

| ドホーク・スタジアム, ドホーク 観客数: 5,000 主審: ファハド・アル・ミルダーシー |

| 2013年4月10日 18:00 UTC+3 |

| シャアブ・イッブ | 0 - 2    | アル・ファイサリー                      |
|                  | レポート | アル＝マハールメ 11分 · ヌウマーン 89分 |

| アンマン国際スタジアム, アンマン (ヨルダン)2 観客数: 950 主審: マスウード・トゥファーイレ |

| 2013年4月23日 16:30 UTC+3 |

| ドホーク                                       | 2 - 1    | シャアブ・イッブ    |
| アブドゥッザフラ 7分 · アブドゥッラヒーム 14分 | レポート | オウォボスキニ 18分 |

| ドホーク・スタジアム, ドホーク 観客数: 6,500 主審: モッド・アミルル・イズワン・ビン・ヤーコブ |

| 2013年4月23日 19:30 UTC+4 |

| ドファール            | 1 - 1    | アル・ファイサリー    |
| アル＝マシュリー 24分 | レポート | アル＝アッタール 58分 |

| アル・サアーダ・スタジアム, サラーラ 観客数: 2,000 主審: ナゴル・アミル・ヌール・モハメド |

| 2013年4月30日 18:30 UTC+3 |

| アル・ファイサリー    | 1 - 0    | ドホーク |
| アル＝アッタール 29分 | レポート |          |

| アンマン国際スタジアム, アンマン 観客数: 1,200 主審: アリー・シャアバーン |

| 2013年4月30日 19:30 UTC+4 |

| シャアブ・イッブ | 0 - 1    | ドファール          |
|                  | レポート | アッ＝シムリー 32分 |

| アル・サアーダ・スタジアム, サラーラ (オマーン)2 観客数: 800 主審: ドミトリー・マシェンツェフ |

註
- 註2: イエメンのクラブは安全面の問題によりホームの試合の国内における開催権を剥奪されている。

### グループD
| チーム                 | 試 | 勝 | 分 | 敗 | 得 | 失 | 差  | 点 |
| ---------------------- | -- | -- | -- | -- | -- | -- | --- | -- |
| アル・カーディシーヤ   | 6  | 4  | 1  | 1  | 13 | 4  | +9  | 13 |
| アル・ショルタ         | 6  | 4  | 0  | 2  | 8  | 5  | +3  | 12 |
| アル・ラムサ           | 6  | 3  | 1  | 2  | 10 | 7  | +3  | 10 |
| ラフシャン・クリャーブ | 6  | 0  | 0  | 6  | 2  | 17 | −15 | 0  |

| 2013年3月6日 15:00 UTC+5 |

| ラフシャン・クリャーブ | 0 - 1    | アル・ラムサ          |
|                        | レポート | アッ＝ラッハーム 68分 |

| 独立20周年スタジアム, ホジェンド 観客数: 13,500 主審: ウラディスラフ・ツェイトリン |

| 2013年3月6日 18:30 UTC+3 |

| アル・カーディシーヤ | 0 - 1    | アル・ショルタ               |
|                      | レポート | アル＝サイード 90+5分 (pen.) |

| モハメド・アル・ハマド・スタジアム, ハワッリー 観客数: 2,000 主審: リョー・チャン・ホー |

| 2013年3月13日 17:00 UTC+3 |

| アル・ショルタ                  | 2 - 0    | ラフシャン・クリャーブ |
| ガリユーム 53分 · ハビーブ 58分 | レポート |                        |

| プリンス・モハメド・スタジアム, ザルカ (ヨルダン)3 観客数: 50 主審: ムフタール・アル＝ヤリーミー |

| 2013年3月13日 18:00 UTC+3 |

| アル・ラムサ | 0 - 3    | アル・カーディシーヤ                                   |
|              | レポート | ネダー 2分 · アル・シャイフ 29分 · アル＝ムタウワ 78分 |

| キング・アブドゥッラー・スタジアム, アンマン 観客数: 4,000 主審: ヤクーブ・アブドゥル・バキー |

| 2013年4月3日 17:00 UTC+3 |

| アル・ショルタ | 0 - 1    | アル・ラムサ    |
|                | レポート | マングーア 79分 |

| プリンス・モハメド・スタジアム, ザルカ (ヨルダン)3 観客数: 2,000 主審: アリー・サバーハ・アル＝カイーシー |

| 2013年4月3日 18:30 UTC+3 |

| アル・カーディシーヤ                                 | 3 - 0    | ラフシャン・クリャーブ |
| アル＝ムタウワ 26分, 88分 · イルガシェフ 68分 (o.g.) | レポート |                        |

| モハメド・アル・ハマド・スタジアム, ハワッリー 観客数: 600 主審: 馬寧 |

| 2013年4月9日 15:00 UTC+5 |

| ラフシャン・クリャーブ | 1 - 3    | アル・カーディシーヤ                                |
| タクィ 2分             | レポート | アル＝アンサーリー 20分 · アル＝ムタウワ 44分, 58分 |

| 独立20周年スタジアム, ホジェンド 観客数: 4,023 主審: フッラム・シャフザード |

| 2013年4月9日 18:00 UTC+3 |

| アル・ラムサ           | 1 - 2    | アル・ショルタ                            |
| カッサース 41分 (pen.) | レポート | アル＝ワーキド 28分 · アル・サーリフ 56分 |

| キング・アブドゥッラー・スタジアム, アンマン 観客数: 4,000 主審: ファハド・ジャービル・アル＝マッリー |

| 2013年4月23日 17:00 UTC+3 |

| アル・ショルタ | 0 - 2    | アル・カーディシーヤ                    |
|                | レポート | アル＝ムタウワ 52分 · アッ＝ソーマ 86分 |

| プリンス・モハメド・スタジアム, ザルカ (ヨルダン)3 観客数: 100 主審: タイェブ・シャムスッザマン |

| 2013年4月23日 18:00 UTC+3 |

| アル・ラムサ                                                                                         | 5 - 0    | ラフシャン・クリャーブ |
| マングーア 5分 · アッ＝ラッハーム 30分 · アッ＝ダーウード 44分 · カッサース 53分 · ウーアッタラ 83分 | レポート |                        |

| キング・アブドゥッラー・スタジアム, アンマン 観客数: 700 主審: サラーフ・アッバース・アラバーシー |

| 2013年4月30日 16:30 UTC+5 |

| ラフシャン・クリャーブ | 2 - 2    | アル・ショルタ                                        |
| トゥフタスノフ 41分    | レポート | アル＝ワーキド 14分 · カラーシー 28分 · ザクール 58分 |

| 独立20周年スタジアム, ホジェンド 観客数: 1,700 主審: スクビル・シング |

| 2013年4月30日 15:30 UTC+3 |

| アル・カーディシーヤ                        | 2 - 2    | アル・ラムサ                      |
| アル＝ムタウワ 29分 · アル＝ムタイリー 34分 | レポート | マングーア 61分 · カッサース 82分 |

| モハメド・アル・ハマド・スタジアム, ハワッリー 観客数: 180 主審: アンマール・アル＝ジェネイビー |

註
- 註3: シリアのクラブは安全面の問題によりホームの試合の国内における開催権を剥奪されている。

### グループE
| チーム                 | 試 | 勝 | 分 | 敗 | 得 | 失 | 差  | 点 |
| ---------------------- | -- | -- | -- | -- | -- | -- | --- | -- |
| セメン・パダン         | 6  | 5  | 1  | 0  | 15 | 6  | +9  | 16 |
| 傑志                   | 6  | 4  | 0  | 2  | 18 | 7  | +11 | 12 |
| チャーチル・ブラザーズ | 6  | 1  | 1  | 4  | 6  | 13 | −7  | 4  |
| ウォリアーズ           | 6  | 1  | 0  | 5  | 4  | 17 | −13 | 3  |

| 2013年2月26日4 20:00 UTC+8 |

| 傑志                                | 3 - 0    | チャーチル・ブラザーズ |
| 朱兆基 28分 · ジョルディ 31分, 66分 | レポート |                        |

| 将軍澳運動場, 香港 観客数: 1,851 主審: クリス・ビース |

| 2013年3月5日 15:30 UTC+7 |

| セメン・パダン                                  | 3 - 1    | ウォリアーズ |
| ウィルソン 19分 · モフ 32分 · イスカンダル 86分 | レポート | 乾達朗 41分  |

| ハジ・アグス・サリム・スタジアム, パダン 観客数: 9,225 主審: 馬寧 |

| 2013年3月12日 15:00 UTC+5:30 |

| チャーチル・ブラザーズ      | 2 - 2    | セメン・パダン                |
| チェトリ 27分 · シング 57分 | レポート | バヤウー 36分 · リザール 44分 |

| シュリー・シヴ・チャトラパティ・スポーツコンプレックス, プネー 観客数: 1,500 主審: 山本雄大 |

| 2013年3月12日 19:45 UTC+8 |

| ウォリアーズ                | 2 - 4    | 傑志                                              |
| 乾達朗 23分 · グナワン 29分 | レポート | ジョルディ 46分, 51分 · 盧均宜 62分 · 鄭少偉 75分 |

| ジャラン・ベサール・スタジアム, シンガポール 観客数: 1,151 主審: 東城穣 |

| 2013年4月2日 15:00 UTC+5:30 |

| チャーチル・ブラザーズ                        | 3 - 0    | ウォリアーズ |
| ヴェールズ 37分 · シング 44分 · チェトリ 84分 | レポート |              |

| シュリー・シヴ・チャトラパティ・スポーツコンプレックス, プネー 観客数: 500 主審: ヤクーブ・アブドゥル・バキー |

| 2013年4月2日 20:00 UTC+8 |

| 傑志            | 1 - 2    | セメン・パダン                     |
| ジョルディ 83分 | レポート | イスカンダル 4分 · ウィルソン 77分 |

| 将軍澳運動場, 香港 観客数: 1,792 主審: スグトウィンチョー |

| 2013年4月10日 15:30 UTC+7 |

| セメン・パダン                            | 3 - 1    | 傑志            |
| ウィルソン 13分, 75分 · イスカンダル 71分 | レポート | ジョルディ 33分 |

| ハジ・アグス・サリム・スタジアム, パダン 観客数: 11,315 主審: モハド・アミルル・イズワン・ビン・ヤーコブ |

| 2013年4月10日 19:45 UTC+8 |

| ウォリアーズ         | 1 - 0    | チャーチル・ブラザーズ |
| フランコ 54分 (o.g.) | レポート |                        |

| ジャラン・ベサール・スタジアム, シンガポール 観客数: 1,362 主審: スグトウィンチョー |

| 2013年4月24日 15:00 UTC+5:30 |

| チャーチル・ブラザーズ | 0 - 4    | 傑志                                                    |
|                        | レポート | コウニャーゴ 15分, 17分 · ジョルディ 57分 · 鄭少偉 81分 |

| シュリー・シヴ・チャトラパティ・スポーツコンプレックス, プネー 観客数: 400 主審: ヴォ・ミン・トリ |

| 2013年4月24日 19:45 UTC+8 |

| ウォリアーズ | 0 - 2    | セメン・パダン        |
|              | レポート | ウィルソン 39分, 60分 |

| ジャラン・ベサール・スタジアム, シンガポール 観客数: 378 主審: ヘッティカンカナンゲ・ペレラ |

| 2013年5月1日 15:30 UTC+7 |

| セメン・パダン                      | 3 - 1    | チャーチル・ブラザーズ |
| ウィルソン 24分, 64分 · ボナイ 47分 | レポート | バラン 49分            |

| ハジ・アグス・サリム・スタジアム, パダン 観客数: 9,072 主審: ジャミール・ジュマア・アブドゥルフサイン |

| 2013年5月1日 17:00 UTC+8 |

| 傑志                                                    | 5 - 0    | ウォリアーズ |
| ジョルディ 18分, 53分, 88分 · 鄭少偉 62分 · 会錦濤 72分 | レポート |              |

| 将軍澳運動場, 香港 観客数: 1,097 主審: コ・ヒュンジン |

註
- 註4: 傑志対チャーチル・ブラザーズの試合は元の日程から変更された。これはインドがAFCチャレンジカップ2014予選の日程を3月3日から3月7日へと変更したためである[12]。

### グループF
| チーム                 | 試 | 勝 | 分 | 敗 | 得 | 失 | 差  | 点 |
| ---------------------- | -- | -- | -- | -- | -- | -- | --- | -- |
| ニュー・ラディアント   | 6  | 5  | 0  | 1  | 20 | 4  | +16 | 15 |
| ヤンゴン・ユナイテッド | 6  | 5  | 0  | 1  | 18 | 5  | +13 | 15 |
| 晨曦                   | 6  | 1  | 1  | 4  | 12 | 12 | 0   | 4  |
| ペルシボ・ボジョネゴロ | 6  | 0  | 1  | 5  | 5  | 34 | −29 | 1  |

| 2013年2月26日5 18:00 UTC+6:30 |

| ヤンゴン・ユナイテッド  | 3 - 0    | ペルシボ・ボジョネゴロ |
| コネ 56分, 63分, 90+2分 | レポート |                        |

| トゥウンナ・スタジアム, ヤンゴン 観客数: 985 主審: 飯田淳平 |

| 2013年3月5日 16:00 UTC+5 |

| ニュー・ラディアント | 1 - 0    | 晨曦 |
| ウマイール 67分      | レポート |      |

| ガロル国立競技場, マレ 観客数: 4,880 主審: ヴォ・ミン・トリ |

| 2013年3月12日 15:00 UTC+7 |

| ペルシボ・ボジョネゴロ | 0 - 7    | ニュー・ラディアント                                                    |
|                        | レポート | ウマイール 11分 · アシファク 34分, 50分, 58分, 70分, 80分 · ウマル 66分 |

| マナハン・スタジアム, スラカルタ 観客数: 700 主審: ヘッティカンカナンゲ・ペレラ |

| 2013年3月12日 20:00 UTC+8 |

| 晨曦        | 1 - 3    | ヤンゴン・ユナイテッド                       |
| 楊賜麟 20分 | レポート | コネ 2分 · セーザル 53分 · アウンモー 90+7分 |

| 旺角大球場, 香港 観客数: 736 主審: プラタープ・シング |

| 2013年4月3日 15:00 UTC+7 |

| ペルシボ・ボジョネゴロ                 | 3 - 3    | 晨曦                                                      |
| ハ 11分 (o.g.) · アウコルセ 33分, 68分 | レポート | 梁子駿 58分 · 蔡国威 70分 · ホベルト・ジュニオール 90+3分 |

| マナハン・スタジアム, スラカルタ 観客数: 400 主審: ナゴル・アミール・ヌール・モハメド |

| 2013年4月3日 18:00 UTC+6:30 |

| ヤンゴン・ユナイテッド      | 2 - 0    | ニュー・ラディアント |
| コネ 17分 · アウンモー 19分 | レポート |                      |

| トゥウンナ・スタジアム, ヤンゴン 観客数: 539 主審: フラム・シャフザード |

| 2013年4月9日 16:00 UTC+5 |

| ニュー・ラディアント                            | 3 - 1    | ヤンゴン・ユナイテッド |
| ウマイール 31分 · ファシル 38分 · マンサ 45+1分 | レポート | コネ 89分              |

| ガロル国立競技場, マレ 観客数: 5,400 主審: Yu Ming-hsun |

| 2013年4月9日 20:00 UTC+8 |

| 晨曦                                                                                        | 8 - 06   | ペルシボ・ボジョネゴロ |
| バリー 3分, 12分, 39分 · 梁子成 6分, 48分 · ホベルト・ジュニオール 16分 · 梁子駿 31分, 37分 | レポート |                        |

| 旺角大球場, 香港 観客数: 463 主審: チャイヤ・マハパブ |

^ 晨曦対ペルシボ・ボジョネゴロの試合は65分まで進んだ段階でペルシボ・ボジョネゴロのフィールド上の選手が6人となったため、試合が中断、そのまま終了した。
| 2013年4月24日 15:00 UTC+7 |

| ペルシボ・ボジョネゴロ | 1 - 7    | ヤンゴン・ユナイテッド                                                               |
| ハン・ジホ 75分        | レポート | セーザル 4分, 54分, 58分 · コネ 28分, 85分 · ヤンアウンキョー 43分 · アウンモー 80分 |

| マナハン・スタジアム, スラカルタ 観客数: 150 主審: Fan Qi |

| 2013年4月24日 20:00 UTC+8 |

| 晨曦 | 0 - 3    | ニュー・ラディアント                  |
|      | レポート | ファシル 61分, 71分 · ウマイール 86分 |

| 旺角大球場, 香港 観客数: 477 主審: 山本雄大 |

| 2013年5月1日 17:30 UTC+6:30 |

| ヤンゴン・ユナイテッド      | 2 - 0    | 晨曦 |
| チー・リン 69分 · コネ 81分 | レポート |      |

| トゥウンナ・スタジアム, ヤンゴン 観客数: 700 主審: モッド・アミルル・イズワン・ビン・ヤーコブ |

| 2013年5月1日 16:00 UTC+5 |

| ニュー・ラディアント                                                     | 6 - 1    | ペルシボ・ボジョネゴロ |
| アシファク 28分, 68分, 81分 (pen.) · ウマイール 31分, 36分 · ウマル 72分 | レポート | チャルワ 55分          |

| ガロル国立競技場, マレ 観客数: 7,200 主審: 馬寧 |

註
- 註5: ヤンゴン・ユナイテッド対ペルシボ・ボジョネゴロの試合は元の日程から変更された。これはミャンマーがAFCチャレンジカップ2014予選の試合を3月3日から3月7日に変更したためである[12]。

### グループG
| チーム                       | 試 | 勝 | 分 | 敗 | 得 | 失 | 差 | 点 |
| ---------------------------- | -- | -- | -- | -- | -- | -- | -- | -- |
| ケランタン                   | 6  | 4  | 1  | 1  | 14 | 9  | +5 | 13 |
| ダナンFC                     | 6  | 4  | 0  | 2  | 11 | 12 | −1 | 12 |
| マジヤ                       | 6  | 2  | 1  | 3  | 13 | 12 | +1 | 7  |
| エーヤワディー・ユナイテッド | 6  | 1  | 0  | 5  | 9  | 14 | −5 | 3  |

| 2013年2月27日6 16:30 UTC+7:00 |

| ダナンFC                  | 2 - 1    | エーヤワディー・ユナイテッド |
| ゴイア 43分 · メルロ 55分 | レポート | ナイ・リン・トゥン 89分      |

| チーラン・スタジアム, ダナン 観客数: 12,200 主審: ヘッティカムカナムゲ・ペレラ |

| 2013年3月6日 20:45 UTC+8:00 |

| ケランタン  | 1 - 1    | マジヤ          |
| バドリ 77分 | レポート | アドゥハム 62分 |

| スルタン・モハメド4世スタジアム, コタバル 観客数: 12,000 主審: Yu Ming Hsun |

| 2013年3月13日 17:00 UTC+6:30 |

| エーヤワディー・ユナイテッド | 1 - 3    | ケランタン                         |
| ベルシュニャク 79分          | レポート | バドリ 2分 · ペトラトス 53分, 80分 |

| トゥウンナ・スタジアム, ヤンゴン 観客数: 600 主審: Wang Di |

| 2013年3月13日 16:00 UTC+5:00 |

| マジヤ                                | 2 - 3    | ダナンFC                                              |
| アサドゥッラー 33分 · N.アフメド 81分 | レポート | ムルワンダ 54分 · メルロ 66分 · グエン・ミンフン 90分 |

| ガロル国立競技場, マレ 観客数: 3,500 主審: 馬寧 |

| 2013年4月2日 16:00 UTC+5:00 |

| マジヤ                                        | 3 - 1    | エーヤワディー・ユナイテッド |
| シヤム 46分 · M.アフメド 52分 · ラシード 61分 | レポート | レアンドロ 47分              |

| ガロル国立競技場, マレ 観客数: 2,750 主審: コ・ヒュンジン |

| 2013年4月2日 20:45 UTC+8:00 |

| ケランタン                                                                  | 5 - 0    | ダナンFC |
| ンワカエメ 4分 · プトラ 7分 · ファイズ 23分 · ペトラトス 59分 · バドリ 85分 | レポート |          |

| スルタン・モハメド4世スタジアム, コタバル 観客数: 10,000 主審: 飯田淳平 |

| 2013年4月10日 16:30 UTC+7:00 |

| ダナンFC | 0 - 1    | ケランタン      |
|          | レポート | ンワカエメ 73分 |

| チーラン・スタジアム, ダナン 観客数: 12,700 主審: キム・サンウ |

| 2013年4月10日 17:00 UTC+6:30 |

| エーヤワディー・ユナイテッド                                  | 3 - 0    | マジヤ |
| ベルシュニャク 5分 · レアンドロ 7分 · ナイ・リン・トゥン 44分 | レポート |        |

| トゥウンナ・スタジアム, ヤンゴン 観客数: 100 主審: タイェブ・シャムスッザマン |

| 2013年4月23日 17:00 UTC+6:30 |

| エーヤワディー・ユナイテッド                    | 2 - 3    | ダナンFC                                                                                 |
| ナンダ・リン・チョー・チット 23分 · 大友慧 50分 | レポート | フイン・クォク・アン 41分 · ハ・ミン・トゥアン 43分 · グエン・ミン・プオン 90+2分 (pen.) |

| トゥウンナ・スタジアム, ヤンゴン 観客数: 300 主審: 呉超覚 |

| 2013年4月23日 16:00 UTC+5:00 |

| マジヤ                                                                                | 6 - 1    | ケランタン   |
| ラシード 40分 · アブドゥッラー 56分 · イーサ 77分 · アドゥハム 82分, 85分 · アリ 88分 | レポート | サフワン 7分 |

| ガロル国立競技場, マレ 観客数: 2,400 主審: アリー・サバーハ・アル＝カイーシー |

| 2013年4月30日 20:00 UTC+8:00 |

| ケランタン                                      | 3 - 1    | エーヤワディー・ユナイテッド |
| ペトラトス 42分 · シャールル 70分 · バドリ 83分 | レポート | ナイ・リン・トゥン 80分      |

| スルタン・モハメド4世スタジアム, コタバル 観客数: 14,200 主審: クリス・バース |

| 2013年4月30日 19:00 UTC+7:00 |

| ダナンFC                | 3 - 1    | マジヤ            |
| メルロ 14分, 34分, 67分 | レポート | アドゥーハム 44分 |

| チーラン・スタジアム, ダナン 観客数: 12,500 主審: プラタープ・シング |

註
- 註6: ダナンFC対エーヤワディー・ユナイテッドの試合は元の日程から変更された。これはミャンマーがAFCチャレンジカップ2014予選の試合を3月3日から3月7日に変更したためである[12]。

### グループH
| チーム                 | 試 | 勝 | 分 | 敗 | 得 | 失 | 差 | 点 |
| ---------------------- | -- | -- | -- | -- | -- | -- | -- | -- |
| イースト・ベンガル     | 6  | 4  | 2  | 0  | 13 | 6  | +7 | 14 |
| セランゴール           | 6  | 2  | 2  | 2  | 12 | 11 | +1 | 8  |
| スアンタン・サイゴン   | 6  | 2  | 2  | 2  | 9  | 12 | −3 | 8  |
| タンピネス・ローバース | 6  | 0  | 2  | 4  | 12 | 17 | −5 | 2  |

- セランゴールとスアンタン・サイゴンは勝ち点で並んだため、直接対決の成績により順位が決定された。

| チーム               | 試 | 勝 | 分 | 敗 | 得 | 失 | 差 | 点 |
| -------------------- | -- | -- | -- | -- | -- | -- | -- | -- |
| セランゴール         | 2  | 1  | 0  | 1  | 4  | 3  | +1 | 3  |
| スアンタン・サイゴン | 2  | 1  | 0  | 1  | 3  | 4  | −1 | 3  |

| 2013年2月27日7 15:00 UTC+5:30 |

| イースト・ベンガル | 1 - 0    | セランゴール |
| ラルテ 43分        | レポート |              |

| ソルトレイク・スタジアム, コルカタ 観客数: 3,000 主審: タイェブ・シャムスッザマン |

| 2013年3月6日 19:45 UTC+8 |

| タンピネス・ローバース          | 2 - 3    | スアンタン・サイゴン                     |
| アムリ 89分 · ドゥリッチ 90+3分 | レポート | アムーグー 22分 61分 · トゥア・チー 84分 |

| ジャラン・ベサール・スタジアム, シンガポール 観客数: 1,238 主審: Ng Chiu Kok |

| 2013年3月13日 18:30 UTC+7 |

| スアンタン・サイゴン | 0 - 0    | イースト・ベンガル |
|                      | レポート |                    |

| トンニャット・スタジアム, ホーチミン市 観客数: 5,000 主審: コ・ヒュンジン |

| 2013年3月13日 20:45 UTC+8 |

| セランゴール                        | 3 - 3    | タンピネス・ローバース                          |
| ドー 8分, 54分 (pen.) · アムリ 46分 | レポート | ドゥリッチ 20分 · イムラン 49分 · 山下訓広 71分 |

| シャー・アラム・スタジアム, シャー・アラム 観客数: 1,551 主審: キム・サンウ |

| 2013年4月3日 18:30 UTC+7 |

| スアンタン・サイゴン    | 2 - 1    | セランゴール |
| オグウィケ 45+2分, 65分 | レポート | ドー 64分    |

| トンニャット・スタジアム, ホーチミン市 観客数: 2,800 主審: ヘッティカムカナンゲ・ペレラ |

| 2013年4月3日 19:45 UTC+8 |

| タンピネス・ローバース          | 2 - 4    | イースト・ベンガル                                         |
| ハジブリッチ 28分 · アムリ 65分 | レポート | ハディー 19分 (o.g.) · バリシッチ 62分, 87分 · エデー 64分 |

| ジャラン・ベサール・スタジアム, シンガポール 観客数: 1,082 主審: チャイヤ・マハパブ |

| 2013年4月9日 15:15 UTC+5:30 |

| イースト・ベンガル        | 2 - 1    | タンピネス・ローバース |
| エデー 22分 · ラルテ 86分 | レポート | エサー 68分            |

| ソルトレイク・スタジアム, コルカタ 観客数: 7,000 主審: ニヴォン・ロベシュ |

| 2013年4月9日 20:45 UTC+8 |

| セランゴール                         | 3 - 1    | スアンタン・サイゴン |
| クバラ 9分 · ドー 63分 · アムリ 72分 | レポート | オロヤ 81分          |

| シャー・アラム・スタジアム, シャー・アラム 観客数: 1,267 主審: モハナド・カーシム |

| 2013年4月23日 18:30 UTC+7 |

| スアンタン・サイゴン                 | 2 - 2    | タンピネス・ローバース          |
| アムーグー 18分 (pen.) · オロヤ 42分 | レポート | アムリ 15分 · ハジブリッチ 63分 |

| トンニャット・スタジアム, ホーチミン市 観客数: 2,000 主審: Wang Di |

| 2013年4月23日 20:45 UTC+8 |

| セランゴール                    | 2 - 2    | イースト・ベンガル        |
| シュクル 79分 · アディブ 90+3分 | レポート | オルジ 23分 · ライテ 54分 |

| シャー・アラム・スタジアム, シャー・アラム 観客数: 1,000 主審: 呉佳林 |

| 2013年4月30日 19:00 UTC+8 |

| タンピネス・ローバース                       | 2 - 3    | セランゴール                         |
| アスラルディン 50分 (o.g.) · ドゥリッチ 58分 | レポート | タハ 28分 (o.g.) · アムリ 45分, 76分 |

| ジャラン・ベサール・スタジアム, シンガポール 観客数: 839 主審: 山本雄大 |

| 2013年4月30日 16:30 UTC+5:30 |

| イースト・ベンガル                                      | 4 - 1    | スアンタン・サイゴン |
| エデー 8分 (pen.) · バリシッチ 45分 · オルジ 53分, 59分 | レポート | アムーグー 61分      |

| ソルトレイク・スタジアム, コルカタ 観客数: 2,500 主審: ファハド・アル＝ミルダーシー |

註
- 註7: イースト・ベンガル対セランゴールの試合は元の日程から変更された。これはインドがAFCチャレンジカップ2014予選の試合を3月3日から3月7日に変更したためである[12]。

## 決勝トーナメント
決勝トーナメントでは、ラウンド16と決勝戦は1試合制で開催し、準々決勝と準決勝はホーム・アンド・アウェーの2試合制で開催される。また、準々決勝と準決勝にはアウェーゴールルール、延長戦 (延長戦にはアウェーゴールルールは適用されない) 、PK戦が導入される。

### ラウンド16
ラウンド16の対戦相手はグループリーグが始まる前に決定されており、各グループの1位のホームスタジアムにて、同地区の他グループ2位のチームと対戦する。
| チーム #1            | スコア                 | チーム #2              |
| -------------------- | ---------------------- | ---------------------- |
| アル・クウェート     | 1 - 1 (延長) (4 - 1 p) | ドホーク               |
| アル・ファイサリ     | 3 - 1                  | アル・リファー         |
| アルビール           | 3 - 4 (延長)           | アル・ショルタ         |
| アル・カーディシーヤ | 4 - 0                  | ファンジャ             |
| セメン・パダン       | 2 - 1                  | ダナンFC               |
| ケランタン           | 0 - 2                  | 傑志                   |
| ニュー・ラディアント | 2 - 0 (延長)           | セランゴール           |
| イースト・ベンガル   | 5 - 1                  | ヤンゴン・ユナイテッド |

| 2013年5月14日 16:00 UTC+7 |

| セメン・パダン                         | 2 - 1    | ダナンFC    |
| ウィルソン 45+3分 (pen.) · モフ 90+2分 | レポート | メルロ 31分 |

| ハジ・アグス・サリム・スタジアム, パダン 観客数: 11,932 主審: 佐藤隆治 |

| 2013年5月14日 20:45 UTC+8 |

| ケランタン | 0 - 2    | 傑志                                   |
|            | レポート | クシラ 15分 (o.g.) · ジョルディ 45+1分 |

| スルタン・モハマド4世スタジアム, コタバル 観客数: 15,000 主審: 李泯厚 |

| 2013年5月14日 17:00 UTC+3 |

| アル・ファイサリ                                      | 3 - 1    | アル・リファー |
| バニーアティーエ 31分 · アル＝ファワーグラ 82分, 85分 | レポート | イーサ 88分    |

| アンマン国際スタジアム, アンマン 観客数: 2,500 主審: バンジャル・アッ＝ドーサリー |

| 2013年5月14日 19:10 UTC+3 |

| アル・クウェート         | 1 - 1    | ドホーク        |
| ハンマーミー 24分 (pen.) | レポート | サディール 53分 |
|                          | PK戦     |                 |
|                          | 4 - 1    |                 |

| アル・クウェート・スポーツ・クラブ・スタジアム, クウェートシティ 観客数: 500 主審: ウラディスラフ・ツェイトリン |

| 2013年5月15日 16:00 UTC+5 |

| ニュー・ラディアント             | 2 - 0 (延長) | セランゴール |
| ニヤーズ 96分 · ファーシル 115分 | レポート     |              |

| ガロル国立競技場, マレ 観客数: 8,600 主審: ストレバー・デロフスキー |

| 2013年5月15日 18:00 UTC+5:30 |

| イースト・ベンガル                                   | 5 - 1    | ヤンゴン・ユナイテッド  |
| オルジ 2分 · エデー 25分, 72分, 77分 · ホサイン 48分 | レポート | セザル・アウグスト 78分 |

| ソルトレイク・スタジアム, コルカタ 観客数: 8,000 主審: 東城穣 |

| 2013年5月15日 18:45 UTC+3 |

| アル・カーディシーヤ                                         | 4 - 0    | ファンジャ |
| ネダー 3分 · アッ＝ソーマ 15分 · アル＝ムタウワ 34分, 90+1分 | レポート |            |

| モハメド・アル・ハマド・スタジアム, ハワッリー 観客数: 1,000 主審: モハンマド・アブドゥッラー・ハサン・モハメド |

| 2013年5月15日 19:00 UTC+3 |

| アルビール                                                   | 3 - 4 (延長) | アル・ショルタ                                                                     |
| サバーグ 5分 · ラーディー 36分 · アッ＝サーリフ 112分 (o.g.) | レポート     | ダッカ 23分 (pen.) · ジャファール 67分 · アバーディー 103分 · アッ＝サイイド 106分 |

| フランソ・ハリーリー・スタジアム, アルビール 観客数: 12,000 主審: マライー・アル＝ アワージー |

### 準々決勝
準々決勝以降の組み合わせ抽選 (ホーム開催チームも決定する) はラウンド16終了後の6月20日に開催された。この抽選では、異なるゾーンのチームの対戦が解禁される。また、カントリー・プロテクションが適用され、同じ協会に属する2チームは準々決勝では対戦しない。
| チーム #1            | 合計     | チーム #2          | 第1戦 | 第2戦 |
| -------------------- | -------- | ------------------ | ----- | ----- |
| アル・カーディシーヤ | 2(a) - 2 | アル・ショルタ     | 0 - 0 | 2 - 2 |
| 傑志                 | 2 - 4    | アル・ファイサリー | 1 - 2 | 1 - 2 |
| ニュー・ラディアント | 2 - 12   | アル・クウェート   | 2 - 7 | 0 - 5 |
| イースト・ベンガル   | 2 - 1    | セメン・パダン     | 1 - 0 | 1 - 1 |

### 準決勝
| チーム #1            | 合計  | チーム #2          | 第1戦 | 第2戦 |
| -------------------- | ----- | ------------------ | ----- | ----- |
| アル・カーディシーヤ | 3 - 1 | アル・ファイサリ   | 2 - 1 | 1 - 0 |
| アル・クウェート     | 7 - 2 | イースト・ベンガル | 4 - 2 | 3 - 0 |

#### 第1戦
| 2013年10月2日 |

| アル・カーディシーヤ                  | 2 - 1    | アル・ファイサリー            |
| アル＝カフターニー 38分 · ネダー 77分 | レポート | Rodrigo de Souza Cardoso 82分 |

| アル・サダーカ・ワル・サラーム・スタジアム, クウェート 観客数: 2,100 主審: ヴァレンティン・コヴァレンコ |

| 2013年10月1日 |

| アル・クウェート                                      | 4 - 2    | イースト・ベンガル                    |
| ジェマア 17分, 33分 · アリー 32分 · ハンマーミー 48分 | レポート | オクパラ 65分 · Lalrindika Ralte 87分 |

| アル・クウェート・スポーツ・クラブ・スタジアム, クウェートシティ 観客数: 1,000 主審: 譚海 |

#### 第2戦
| 2013年10月22日 |

| アル・ファイサリー | 0 - 1    | アル・カーディシーヤ |
|                    | レポート | アッ＝シェイフ 77分  |

| アンマン国際スタジアム, アンマン 観客数: 5,000 主審: 東城穣 |

| 2013年10月22日 |

| イースト・ベンガル | 0 - 3    | アル・クウェート                                                                |
|                    | レポート | Rogério de Assis Silva Coutinho 43分 · ハミース 44分 · Abhishek Das 87分 (o.g.) |

| ソルトレイク・スタジアム, コルカタ 観客数: 50,000 主審: Strebre Delovski |

### 決勝
| チーム #1            | スコア | チーム #2        |
| -------------------- | ------ | ---------------- |
| アル・カーディシーヤ | 0 - 2  | アル・クウェート |

| 2013年11月2日 |

| アル・カーディシーヤ | 0 - 2    | アル・クウェート                                     |
|                      | レポート | Rogério de Assis Silva Coutinho 52分 · ジェマア 64分 |

| アル・サダーカ・ワル・サラーム・スタジアム, クウェートシティ 観客数: 10,000 主審: マリク・アブドゥル・バシール |

## 最終結果
| AFCカップ2013優勝チーム         |
| ------------------------------- |
| アル・クウェート 2大会連続3回目 |